# بو جرار (ليبيا)
بو جرار هي قرية تبعد عن مدينة بنغازي شرقي ليبيا بحوالي 61 كم.